# Campionati mondiali di sollevamento pesi 2024 - 102 kg maschile
Le gare di sollevamento pesi della categoria fino a 102 kg maschile — pesi massimi primi — dei campionati mondiali del 2024 si sono svolte il 13 dicembre 2024 a Manama presso il Weightlifting Marquee Venue.

## Programma
L'orario indicato corrisponde a quello bahreinita (UTC+03:00)
| Data             | Orario | Evento   |
| ---------------- | ------ | -------- |
| 13 dicembre 2024 | 14:30  | Gruppo B |
| 13 dicembre 2024 | 20:00  | Gruppo A |

## Medagliati
Per ciascun esercizio, i primi tre classificati sono i seguenti:
| Esercizio | Oro            | Oro    | Argento       | Argento | Bronzo               | Bronzo |
| --------- | -------------- | ------ | ------------- | ------- | -------------------- | ------ |
| Strappo   | Marcos Ruiz    | 183 kg | Aymen Bacha   | 183 kg  | Döwranbek Hasanbaýew | 182 kg |
| Slancio   | Artëm Antropov | 230 kg | Fares El-Bakh | 225 kg  | Jhonatan Rivas       | 213 kg |
| Totale    | Artëm Antropov | 400 kg | Fares El-Bakh | 399 kg  | Marcos Ruiz          | 395 kg |

## Record
Prima di questa competizione, i record mondiali esistenti erano i seguenti:
| Record mondiale | Strappo | Mondiale standard | 191 kg | —                  | 1º novembre 2018 |
| Record mondiale | Slancio | Liu Huanhua       | 232 kg | Phuket, Thailandia | 8 aprile 2024    |
| Record mondiale | Totale  | Liu Huanhua       | 413 kg | Phuket, Thailandia | 8 aprile 2024    |

## Risultati
| Pos. | Atleta                     | Gr. | Peso atleta | Strappo (kg) | Strappo (kg) | Strappo (kg) | Strappo (kg) | Slancio (kg) | Slancio (kg) | Slancio (kg) | Slancio (kg) | Totale |
| Pos. | Atleta                     | Gr. | Peso atleta | 1            | 2            | 3            | Pos.         | 1            | 2            | 3            | Pos.         | Totale |
| ---- | -------------------------- | --- | ----------- | ------------ | ------------ | ------------ | ------------ | ------------ | ------------ | ------------ | ------------ | ------ |
|      | Artëm Antropov (KAZ)       | A   | 102.00      | 165          | 170          | 173          | 12           | 220          | 227          | 230          |              | 400    |
|      | Fares El-Bakh (QAT)        | A   | 101.34      | 171          | 174          | 177          | 7            | 222          | 222          | 225          |              | 399    |
|      | Marcos Ruiz (ESP)          | A   | 101.92      | 175          | 180          | 183          |              | 206          | 208          | 212          | 4            | 395    |
| 4    | Aymen Bacha (TUN)          | A   | 101.66      | 181          | 181          | 183          |              | 208          | 209          | 212          | 5            | 395    |
| 5    | Jhonatan Rivas (COL)       | A   | 101.56      | 175          | 180          | 181          | 6            | 208          | 213          | 218          |              | 388    |
| 6    | Alireza Nasiri (IRI)       | A   | 101.44      | 174          | 174          | 181          | 8            | 210          | 222          | 222          | 6            | 384    |
| 7    | Chen Po-jen (TPE)          | B   | 101.96      | 172          | 176          | 180          | 5            | 202          | 209          | 211          | 10           | 378    |
| 8    | Abolfazl Zare (IRI)        | A   | 101.56      | 172          | 177          | 178          | 9            | 204          | 212          | 212          | 8            | 376    |
| 9    | Tudor Bratu (MDA)          | B   | 101.30      | 165          | 170          | 170          | 10           | 203          | 210          | 210          | 9            | 373    |
| 10   | Jhohan Sanguino (VEN)      | A   | 100.92      | 165          | 170          | 170          | 15           | 205          | 208          | 209          | 7            | 370    |
| 11   | Ryan Sester (USA)          | B   | 102.00      | 164          | 165          | 168          | 14           | 199          | 201          | 205          | 14           | 366    |
| 12   | Artur Mugurdumov (ISR)     | B   | 101.94      | 156          | 161          | 164          | 16           | 197          | 202          | 205          | 11           | 366    |
| 13   | Liu Haojian (CHN)          | B   | 100.86      | 163          | 166          | 168          | 17           | 202          | 202          | 205          | 12           | 365    |
| 14   | Xavier Lusignan (CAN)      | B   | 99.34       | 154          | 160          | 161          | 19           | 194          | 201          | 202          | 13           | 363    |
| 15   | Yevhenii Yantsevych (UKR)  | B   | 101.46      | 160          | 163          | 165          | 18           | 190          | 194          | 197          | 15           | 357    |
| 16   | Josef Kolář (CZE)          | B   | 101.52      | 155          | 159          | 160          | 20           | 186          | 191          | 192          | 17           | 341    |
| 17   | Jacob Diakovasilis (DEN)   | B   | 102.00      | 145          | 150          | 152          | 23           | 185          | 190          | 191          | 16           | 336    |
| 18   | Irmantas Kačinskas (LTU)   | B   | 99.06       | 150          | 152          | 160          | 21           | 175          | 181          | 190          | 18           | 333    |
| 19   | Neilas Gineikis (LTU)      | B   | 101.72      | 141          | 148          | 152          | 22           | 165          | 172          | 176          | 20           | 313    |
| 20   | Dino Smajić (BIH)          | B   | 97.74       | 135          | 143          | 143          | 24           | 160          | 166          | 170          | 19           | 309    |
| —    | Döwranbek Hasanbaýew (TKM) | B   | 102.00      | 182          | 188          | 188          |              | 198          | 198          | 200          | —            | —      |
| —    | Şahzadbek Matýakubow (TKM) | A   | 101.96      | 175          | 180          | 184          | 4            | 210          | 216          | 217          | —            | —      |
| —    | Ara Aghanyan (ARM)         | A   | 99.94       | 165          | 170          | 175          | 11           | 205          | 205          | 205          | —            | —      |
| —    | Yasser Usama (EGY)         | A   | 100.32      | 166          | 166          | 171          | 13           | 207          | 207          | 210          | —            | —      |